# 10050 Rayman
10050 Rayman (1987 MA1) là một tiểu hành tinh vành đai chính được phát hiện ngày 28 tháng 6 năm 1987 bởi Eleanor F. Helin ở Palomar. Nó được đặt theo tên Dr. Marc D. Rayman, kỹ sư trưởng phóng tàu thuộc NASA Deep Space 1.